# Steinkisten von Havndal
Die Steinkisten von Havndal liegen östlich der Schule bzw. des Sportzentrums des Ortes. Das Dorf Havndal liegt ca. 12 km östlich von Mariager in der Region Midtjylland in Dänemark. Die ausgegrabenen, untersuchten und zum Teil an neuer Stelle wieder aufgebauten Steinkisten können in die frühe römische Eisenzeit datiert werden. 

## Steinkiste 1
Die erste ist eine Steinkiste (dänisch Hellekiste) von der für Ostjütland typischen Art. Sie ist Ost-West-orientiert, besteht aus 13 großen Granitsteinen und misst im Inneren 2,1 × 1,4 m. Von den Bestattungen wurden keine Spuren gefunden. Die Grabbeigaben bestehen im Wesentlichen aus acht zerscherbten Gefäßkeramiken mit und ohne Verzierung. Darunter waren Vasen, Schüsseln, eine Schale, ein Teller und zwei andere Behältnisse sowie zwei eiserne Messer.

## Steinkiste 2

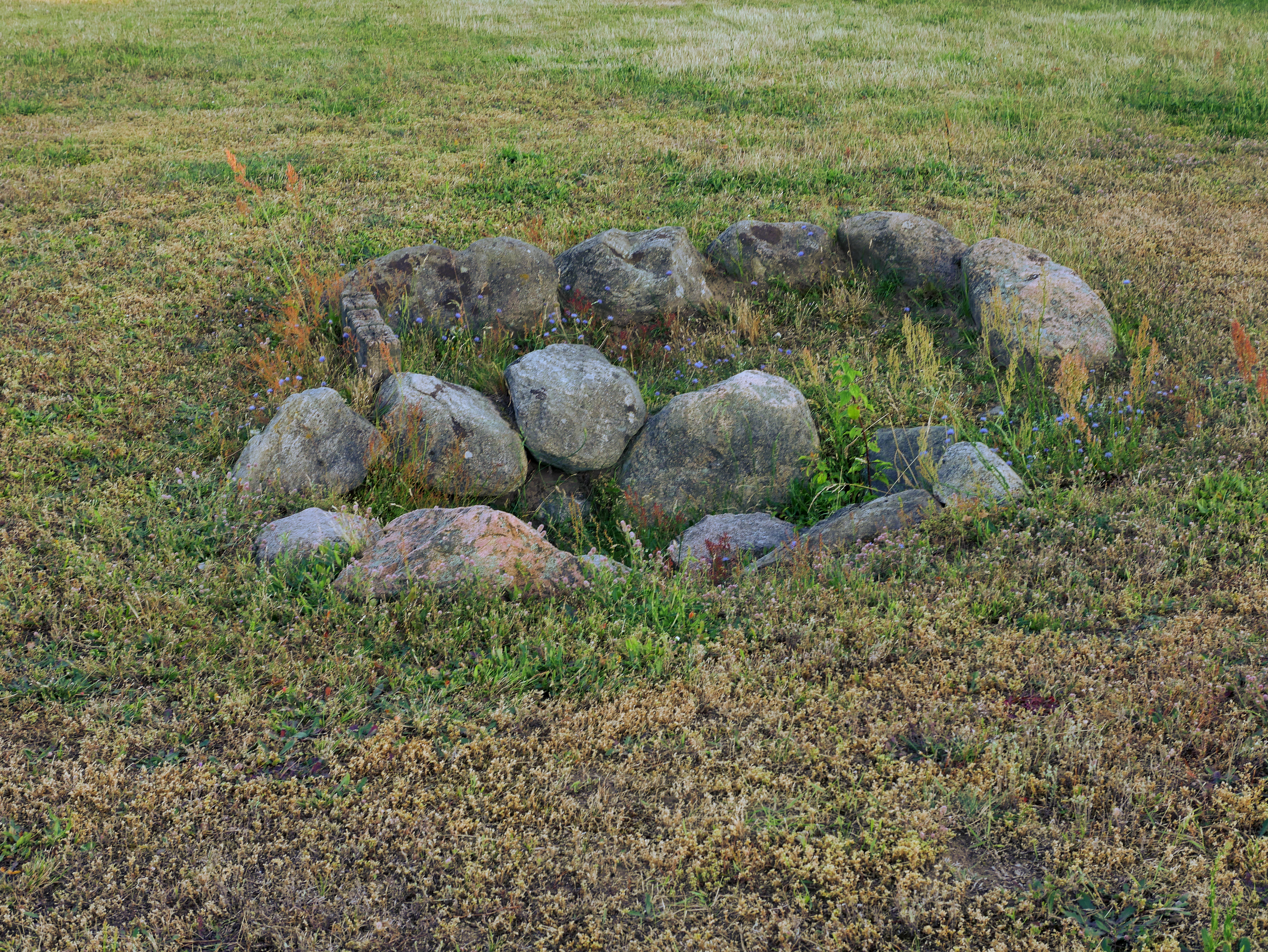
Grab 2

Die zweite Steinkiste ist von einer sehr speziellen Art und bisher für Dänemark einmalig. Sie kann als Rekonstruktion neben der Dorfschule besichtigt werden. Es handelt sich wahrscheinlich um ein Familiengrab mit vier Bestattungen. Der älteste Bau bestand aus einem hölzernen Raum, in dem nacheinander zwei Plankensärge deponiert wurden. Die Beigaben bestanden aus Keramik, Nadeln und Eisenmessern. Nachdem der Holzbau verfallen war, wurde die Steinkiste errichtet. Sie wurde mit einem höheren, in den Boden eingetieften Vorraum versehen, der zum Grabraum hin mit Holzbalken verschlossen war. Die Anlage wurde aus Schichten großer Steine errichtet und war vermutlich mit Holz verkleidet. Die Skelette lagen auf der Seite mit angezogenen Knien, der Kopf lag im Westen und das Gesicht zeigte nach Süden.

## Steinkiste 3
Eine weitere Steinkiste wurde östlich von Udbyover gefunden. Sie liegt wiederaufgebaut im Havndal Sportzentrum. Dieses aus Findlingen errichtete Grab ist ebenfalls Ost-West-orientiert. Über der Mitte lag eine große, flache, durch den Pflug verkratzte Platte. Die Kiste misst innen 2,1 × 1,4 m, die Tiefe beträgt 0,5 m. Diese Art von Steinkiste ist eine am Mariagerfjord übliche Mischung aus der großen Steinkiste Nord-Jütlands und den grazilen Plattenkisten in Ost- und Mitteljütland. Die Mariager Steinkisten sind nicht so massiv wie die in Nordjütland errichteten. Die Position und der Aufbau der Tonwaren ist nicht so festgelegt wie in Ost- und Mitteljütland. Waffen sind in diesen Gräbern selten. Gefunden wurden eine 0,5 m lange Lanzenspitze aus Eisen, ein Bronzering und Scherben von 8 bis 9 Keramiken aus der frühen römische Eisenzeit. Der Tote war ohne Zweifel ein Mann. Er liegt im Nordabschnitt des Grabes, mit dem Kopf nach Westen. Spuren einer Siedlung sind in der Nähe gefunden worden.